# Vallio Terme
Vallio Terme là một đô thị thuộc tỉnh Brescia trong vùng Lombardia ở Ý. Đô thị này có diện tích 15 km², dân số 1146 người.
Đô thị này giáp với các đô thị sau: Agnosine, Caino, Gavardo, Odolo, Paitone, Sabbio Chiese, Serle.